# Annette Gilbert
Annette Gilbert (* 1975) ist eine deutsche Literaturwissenschaftlerin und Hochschullehrerin an der Friedrich-Alexander-Universität Erlangen-Nürnberg (FAU).

## Leben und Wirken
Annette Gilbert studierte Literaturwissenschaft, Osteuropastudien und Publizistik in Berlin, Paris und Kasan. Sie schloss ihr Studium 2000 mit einem Magister an der Freien Universität Berlin ab. Zwischen 2001 und 2005 war sie als DAAD-Lektorin an Hochschulen in Tomsk, Novosibirsk und Moskau tätig. Sie promovierte 2005 an der FU Berlin. Von 2005 bis 2007 arbeitete sie als wissenschaftliche Mitarbeiterin und Koordinatorin des Zentrums für komparatistische Studien an der Universität Göttingen.
Von 2009 bis 2015 forschte sie im Rahmen eines Dilthey-Fellowships am Peter-Szondi-Institut an der FU Berlin. Es folgte eine Mitarbeit in der Forschungsgruppe „Ethics of Copying“ am Zentrum für interdisziplinäre Forschung Bielefeld (ZiF).
Seit 2016 war sie als Akademische Oberrätin am Lehrstuhl für Vergleichende Literaturwissenschaft an der Friedrich-Alexander-Universität Erlangen-Nürnberg (FAU) tätig.
Annette Gilbert habilitierte sich  2017 an der FAU. 2019 weilte sie für einen Forschungsaufenthalt an der Universität Colorado. Im Anschluss übernahm sie Lehrstuhlvertretungen an der FAU Erlangen-Nürnberg sowie der Johannes Gutenberg-Universität Mainz. Im Oktober 2024 wurde sie zur Professorin am Lehrstuhl für Neuere deutsche Literatur im Fachbereich Germanistik und Vergleichende Literaturwissenschaft ernannt.
Annette Gilbert kuratierte 2024 die Ausstellung „Library of Artistic Print on Demand“ für das Deutsche Buch- und Schriftmuseum der Deutschen Nationalbibliothek Leipzig und die Villa Stuck in München, die sich künstlerisch mit Print-on-Demand-Büchern auseinandersetzt. Die Ausstellung geht auf das gleichnamige Forschungsprojekt im Rahmen des DFG-Forschungsprojekts „Artefakte der Avantgarden 1885–2015“ zurück.
Gilberts Forschungsfelder sind kunstexperimentelle Schreibformen, Künstlerbücher und Konzeptkunst. Sie wurde 2020 für herausragende Forschung von Frauen in den Geistes- und Sozialwissenschaften der FAU ausgezeichnet. Seit 2024 forscht sie mit Hannes Bajohr, Simon Roloff und Andreas Bülhoff in einem wissenschaftlichen Netzwerk zum Thema digitale Literatur.

## Veröffentlichungen
Monografien
- Bewegung im Stillstand: Erkundungen des Skripturalen bei Carlfriedrich Claus, Elizaveta Mnatsakanjan, Valeri Scherstjanoi und Cy Twombly (= Schrift und Bild in Bewegung. Band 15). Aisthesis-Verlag, Bielefeld 2007, ISBN 978-3-89528-571-4 (Zugleich: Dissertation, Freie Universität Berlin, 2005).
- Im toten Winkel der Literatur: Grenzfälle literarischer Werkwerdung seit den 1950er Jahren. Verlag Wilhelm Fink, Paderborn 2018, ISBN 978-3-7705-6293-0 (Zugleich Habilitationsschrift).[12]
- überarbeitete und erweiterte englische Übersetzung der Habilitationsschrift: Literature’s Elsewheres. The Necessity of Radical Literary Practices. MIT Press, Cambridge, Mass. 2022, ISBN 978-0-262-54341-5.

Herausgeberschaften (Auswahl)
- Carlfriedrich Claus (= Text + Kritik. Heft 184). München 2009, ISBN 978-3-86916-019-1.
- Wiederaufgelegt: zur Appropriation von Texten und Büchern in Büchern. Transcript, Bielefeld 2012, ISBN 978-3-8376-1991-1.
- Do or DIY: zur Geschichte und Praxis des Selbstverlags. Salon-Verlag, Köln 2013, ISBN 978-3-89770-434-3 (hrsg. mit Craig Dworkin, Simon Morris, Carlos Soto, Nick Thurston).
- Reprint, appropriation (&) literature: Appropriationen von 1960 bis heute. Luxbooks, Wiesbaden 2014, ISBN 978-3-939557-67-8.[13][14]
- Nichts für schnell-betrachter und bücher-blätterer: Eugen Gomringers Gemeinschaftsarbeiten mit bildenden Künstlern. Kerber, Bielefeld und Berlin 2014, ISBN 978-3-7356-0024-0.
- Publishing as Artistic Practice. Sternberg Press, Berlin 2016, ISBN 978-3-95679-177-2.
- mit Hannes Bajohr (Hrsg.): Digitale Literatur II. Text + Kritik, München 2021, ISBN 978-3-96707-548-9.
- Das Werk. Zum Verschwinden und Fortwirken eines Grundbegriffs. Mit Lutz Danneberg, Carlos Spoerhase, De Gruyter, Berlin 2019, ISBN[15]

Aufsätze (Auswahl)
- Auchliteratur: Weichenstellung im Heute für die Literaturwissenschaft von Morgen. In: Deutsche Vierteljahrsschrift für Literaturwissenschaft und Geistesgeschichte. Band 97, Nr. 4, 2023, S. 1103–1114, doi:10.1007/s41245-023-00232-7.
- Wikability. Über die Wikipedia als neue Konsekrationsinstanz im literarischen Feld. In: Jahrbuch der Deutschen Schillergesellschaft. Nr. 67, 2023, S. 227–255, doi:10.46500/83535512-009.[16]